# Quỹ Phát triển khoa học và công nghệ Quốc gia
Quỹ Phát triển khoa học và công nghệ quốc gia (tiếng Anh: National Foundation for Science and Technology Development, viết tắt: NAFOSTED) là đơn vị sự nghiệp phi lợi nhuận, trực thuộc Bộ Khoa học và Công nghệ được thành lập nhằm phát triển nguồn nhân lực, tài trợ, hỗ trợ thực hiện nhiệm vụ khoa học công nghệ.

## Tổ chức và mục đích
Quỹ Phát triển khoa học và công nghệ Quốc gia được thành lập ngày 26 tháng 2 năm 2008 theo Nghị định 122/2003/NĐ-CP. Quỹ được mô tả hoạt động theo mô hình Quỹ khoa học quốc gia phổ biến trên thế giới với nhiệm vụ thúc đẩy hoạt động nghiên cứu khoa học của Việt Nam. Các nhiệm vụ chính của quỹ bao gồm:
- Tài trợ nghiên cứu cơ bản, nghiên cứu ứng dụng, nhiệm vụ đột xuất, tiềm năng.
- Hỗ trợ hoạt động nâng cao năng lực khoa học và công nghệ quốc gia.
- Cho vay, bảo lãnh vốn vay ứng dụng kết quả nghiên cứu vào thực tiễn.
- Cấp kinh phí thực hiện nhiệm vụ khoa học và công nghệ cấp quốc gia.

Ngoài ra NAFOSTED còn tham gia tổ chức giải thưởng khoa học, là cơ quan thường trực của Giải thưởng Tạ Quang Bửu, một trong các giải thưởng thường niên uy tín nhất của Bộ Khoa học và Công nghệ trong nghiên cứu cơ bản thuộc lĩnh vực Khoa học tự nhiên và kỹ thuật.
Nhà khoa học có trách nhiệm phải thực hiện, tuân thủ quy định liêm chính nghiên cứu trong quá trình thực hiện nhiệm vụ do quỹ tài trợ.

## Tác động và ảnh hưởng
Kể từ khi thành lập, quỹ NAFOSTED đã thực hiện công việc tài trợ cho nghiên cứu khoa học cơ bản, hợp tác song phương, nghiên cứu đột xuất – tiềm năng và một số nhiệm vụ KH&CN khác do Bộ KH&CN, chính phủ giao đã được thực hiện một cách rõ ràng, minh bạch theo tiêu chuẩn quốc tế. Đến cuối năm 2019, Quỹ NAFOSTED đã tài trợ, hỗ trợ hơn 10 nghìn lượt nhà khoa học thuộc các viện, trường đại học,... nghiên cứu trải rộng trên nhiều lĩnh vực toán học, vật lý, hóa học, cơ học, khoa học sự sống, vật liệu mới, công nghệ vũ trụ, triết học, ngôn ngữ học... với khoảng 3.200 đề tài. Trong năm 2020, quỹ đã và đang cấp kinh phí cho khoảng 400 đề tài, nhiệm vụ khoa học với tổng nguồn đầu tư 138,5 tỷ đồng.
Những khoản đầu tư từ ngân sách nhà nước, ví dụ như 1.534 tỷ đồng được phê duyệt cho nghiên cứu cơ bản trong lĩnh vực KHTN&KT giai đoạn 2009-2018, 260 tỷ đồng phê duyệt cho nghiên cứu KHXH&NV, đã đem lại nhiều kết quả khác biệt cho khoa học Việt Nam.  Trong số các nhà khoa học tham gia, số lượng các nhà khoa học trẻ chiếm số lượng lớn (các chủ trì đề tài dưới 40 tuổi dao động chiếm từ 55 đến 65%); số lượng công bố trên tạp chí ISI là sản phẩm của đề tài do quỹ tài trợ gia tăng từ 20 đến 30% hằng năm và chiếm trên 50% công bố ISI được từ ngân sách nhà nước tài trợ (trung bình mỗi đề tài 3 công bố ISI); cải thiện chất lượng nghiên cứu và đào tạo tại các trường đại học, viện nghiên cứu...
Ngày 15 tháng 2 năm 2022 quỹ NAFOSTED ban hành quy định về liêm chính học thuật, các quy định này không chỉ tác động đến các nhà nghiên cứu, nhóm nghiên cứu thực hiện các đề tài do Quỹ tài trợ mà trên thực tế, nó đã thu hút sự chú ý của gần như toàn bộ cộng đồng khoa học Việt Nam được coi như một miếng ghép quan trọng của chính sách xây dựng môi trường khoa học trung thực, minh bạch và khả tín.